# Бадьян (обиходные названия)
Бадья́н — обиходное название нескольких растений, не всегда родственных и произрастающих в разных частях мира. Происхождение слова имеет амбивалентный характер, возможно, почти точно заимствовано от перс. бадјан, большая деревянная чаша.:66-67 Также в татарском языке имеется форма — badjan, madijan, означающая «анис».

## Основные таксоны
- Бадьян (настоящий), иллициум или Ани́с звёздчатый[3] (лат. Illicíum vérum) — вечнозелёный тропический кустарник или дерево из семейства Лимонниковые (лат. Schisandraceae), незрелые плоды которого используются как пряность, аналогичная анису обыкновенному.
- Бадьян ядовитый или японский (лат. Illicium religiosum)[1], иногда бадьян-трава[4] — вид бадьяна родом из Японии с ядовитыми плодами,[5] из ароматной коры которого приготовляют традиционные курительные палочки для богослужений в японских и китайских храмах.[6]
- Бадьян дикий[7][8] или просто бадьян,[9] эфирник или царь-трава (лат. Dictamnus albus) — многолетнее ядовитое травянистое растение семейства Рутовые (лат. Rutaceae) с розовыми цветами, трава которого, тем не менее, употребляется как пряность. Дикий бадьян — опасное растение, если прикоснуться к нему в солнечный день, можно получить сильные химические ожоги кожи, в какой-то степени подобные язвам от борщевика.
- Бадьян как пряность или лекарство (лат. badiane) — высушенные незрелые плоды бадьяна настоящего, из которых получают традиционную китайскую и индийскую пряность.
- Бадьян, чаги́рский или монгольский чай (лат. Bergenia crassifolia) — иногда так по речевой контаминации называют бадан,[2]:61 растение с крупными листьями из семейства камнеломковых (лат. Saxifragaceae), растущее на каменистых почвах в субальпийских областях.

## Галерея бадьянов
- Бадьян настоящий 
(Illicium anisatum)
- Плоды бадьяна 
(пряность)
- Бадьян ядовитый 
(Illicium religiosum)
- Бадьян дикий 
(Dictamnus albus)
- Бадьян 
(Bergenia crassifolia)